# Honda CBR
Con la sigla CBR o CBR-F o CBR-R o CBR-RR la casa motociclistica giapponese Honda produce motociclette di vario tipo e cilindrata. La prima presentazione di un modello di questa serie risale al 1983.

## 125 e 150
La cilindrata minore (125) fu presentata nel 2004 rappresentando la rinascita dei motori a 4 tempi nelle piccole cilindrate per i modelli sportivi, mentre la versione 150 venne presentata nel 2002 per i mercati asiatici e differisce dalla 125 per il solo motore.

## 250
Questa cilindrata fu presentata nel 1986 con il nome "CBR 250 Four" (semicarenata), venne ripresentata nel 1987 con il nome di "CBR 250 R" (carenata) e nel 1990 con il nome "CBR 250 RR" (supersportiva), esattamente come la sorella maggiore CBR 400 e come quest'ultima venne prodotta fino al 2001.

Questa gamma venne ripresentata solo di nome e non de facto in una forma decisamente meno sportiva verso la fine del 2010 e prodotta fino al 2014, senza riprendere nessuno dei tanti particolari della serie originaria, ma che si avvicina e ricalca da vicino il modello VFR del 2010. Tale nuova serie è equipaggiata con un motore monocilindrico da circa 26 cavalli, molto distante dal quattro cilindri in linea da 45 CV della CBR 250 RR degli anni 90. Anche il resto delle dotazioni non sono improntate ad una vera sportività quanto ad una sorta di sport-touring, soprattutto per quanto riguarda il peso (162 kg a secco la nuova, 143 la vecchia).

## 300
Nel 2014 venne presentata questa cilindrata che sostituì il modello da 250 cc, si distingue per la maggiore corsa del motore che incrementa la cilindrata di circa 30 cc. Questa moto prende il nome di Honda CBR 300R.

## 400
Questa fu la prima cilindrata di questa grande e longeva serie di moto sportive, presentata inizialmente nel 1983 nella sola versione "F" (nuda), poi dal 1986 nella sola versione "R" (carenata), poi dal 1987 nella sola versione "RR" (supersportiva), la quale adopera nuove carene, impianto frenante maggiorato e disposizione dello scarico, venne aggiornata nel 1990, con nuovo telaio ciclistica e carenature, venendo prodotta così fino al 2001.
Successivamente nel 2013 venne ripresentata questa cilindrata per il solo mercato giapponese e di singapore, ma con un motore biciclindrico, motore utilizzato per le CBR 400R (carenata), CB 400F (nuda) e CB 400X o 400X (deserto), con alesaggio di 67 e corsa da 56,6 mm e un rapporto di compressione di 11:1.
Le specifiche di questo nuovo motore biciclindrico sono potenza di 34 kW (45 CV, 46 HP) a 9500 giri/minuto, coppia di 37,26 N m a 7500 giri/minuto, la moto pesa 192 kg (190 per la CB 400F), l'eventuale presenza dell'ABS incrementa il peso di 2 kg.

## 500
Questa cilindrata precisamente da 471 cm3, venne presentata nel 2014 su una moto sportiva della gamma CBR con motore bicilindrico e cambio a sei marce, motore poi utilizzato su altre due motociclette della famiglia CB500.

## 600
Questa cilindrata fu presentata nel 1986, nella versione "F" (carenata) aggiornata più volte nel corso degli anni. Nel 1999 viene introdotta la "F4" con telaio perimetrale in alluminio. Nel 2001 la stessa diviene "F4i" (versione ad iniezione elettronica) e viene aggiunta la versione F Sport con 2 sellini separati, codone sportivo e carter motore/steli forcella in tinta "magnesio". 

Nel 2003 alla 600F Sport la Honda affianca la CBR 600RR. Nel 2011, a qualche anno di distanza dalla sua uscita di produzione, viene riproposta la CBR 600F per affiancare la CBR 600RR come modello meno sportivo.

## 750
Questa cilindrata fu presentata nel 1987 e prodotta fino al 1990.

## 900-918-929-954
Questa moto venne presentata inizialmente con la cilindrata di 900 cm³ nel 1992 e prodotta fino al 1995, dal 1996 al 1999 venne prodotta nella cilindrata di 918 cm³, ottenuta tramite l'aumento dell'alesaggio, dal 2000 al 2001 venne prodotta nella cilindrata di 929, cambiando entrambe le misure di alesaggio e corsa del motore e dal 2002 al 2004 nella cilindrata di 954 cm³, tramite un aumento di alesaggio.

## 1000
Questa cilindrata fu presentata nel 1987, nella versione "F" (carenata), aggiornata più volte nel corso degli anni e prodotta fino al 2001 (sostituita dalla 954), viene ripresentata nel 2004.

## 1100
Questa cilindrata fu presentata nel 1996, con il nome "CBR 1100 XX Super Blackbird" e prodotta fino al 1997, ripresentata nel 2001, con il nome "CBR 1100 XX" e prodotta fino al 2003.